# Murphy (Santa Fe)
Murphy ist eine Kleinstadt im zentralen Argentinien. Sie liegt im Südwesten der Provinz Santa Fe im Departamento General López und hat knapp 4000 Einwohner.

## Lage und Geografie
Die Stadt liegt an der Ruta Nacional 33 etwa 10 km nordöstlich von Venado Tuerto im Nordwesten der Pampa-Ebene, die in der Region intensiv landwirtschaftlich genutzt wird.
Die Provinzhauptstadt Santa Fe ist ca. 300 km weiter nördlich, Buenos Aires etwa 350 km östlich.

## Persönlichkeiten
- David Bisconti (* 1971), Fußballspieler
- Juan Pablo Caffa (* 1984), Fußballspieler
- Leandro Desábato (* 1990), Fußballspieler
- Paulo Gazzaniga (* 1992), Fußballspieler
- Mauricio Pochettino (* 1972), Fußballspieler